# Lista över fornlämningar i Kungsörs kommun
Lista över fornlämningar i Kungsörs kommun är en förteckning av ett urval av de fornlämningar som finns i Kungsörs kommun.

## Björskog
| Namn          | Lämningstyp  | Tillkomsttid | Historisk indelning   | Plats | Läge                 | ID-nr          | Bild                                 |
| ------------- | ------------ | ------------ | --------------------- | ----- | -------------------- | -------------- | ------------------------------------ |
| Björskog 3:1  | Gravfält     |              | Björskog, Västmanland |       | 59.439190, 15.906363 | 10227700030001 | Ladda upp en bild av detta fornminne |
| Björskog 6:1  | Stensättning |              | Björskog, Västmanland |       | 59.476932, 15.932425 | 10227700060001 | Ladda upp en bild av detta fornminne |
| Björskog 7:1  | Gravfält     |              | Björskog, Västmanland |       | 59.476179, 15.930209 | 10227700070001 | Ladda upp en bild av detta fornminne |
| Björskog 8:2  | Hällristning |              | Björskog, Västmanland |       | 59.471963, 15.929915 | 10227700080002 | Ladda upp en bild av detta fornminne |
| Björskog 12:1 | Gravfält     |              | Björskog, Västmanland |       | 59.441166, 15.963931 | 10227700120001 | Ladda upp en bild av detta fornminne |
| Björskog 18:1 | Gravfält     |              | Björskog, Västmanland |       | 59.468990, 15.951324 | 10227700180001 | Ladda upp en bild av detta fornminne |
| Björskog 19:1 | Gravfält     |              | Björskog, Västmanland |       | 59.470252, 15.949387 | 10227700190001 | Ladda upp en bild av detta fornminne |
| Björskog 20:1 | Gravfält     |              | Björskog, Västmanland |       | 59.471453, 15.975364 | 10227700200001 | Ladda upp en bild av detta fornminne |
| Björskog 21:1 | Hög          |              | Björskog, Västmanland |       | 59.471641, 15.972541 | 10227700210001 | Ladda upp en bild av detta fornminne |
| Björskog 21:2 | Stensättning |              | Björskog, Västmanland |       | 59.471646, 15.972771 | 10227700210002 | Ladda upp en bild av detta fornminne |
| Björskog 22:1 | Stensättning |              | Björskog, Västmanland |       | 59.466142, 15.973041 | 10227700220001 | Ladda upp en bild av detta fornminne |
| Björskog 22:2 | Stensättning |              | Björskog, Västmanland |       | 59.465925, 15.973147 | 10227700220002 | Ladda upp en bild av detta fornminne |
| Björskog 23:1 | Stensättning |              | Björskog, Västmanland |       | 59.467506, 15.975471 | 10227700230001 | Ladda upp en bild av detta fornminne |
| Björskog 23:2 | Stensättning |              | Björskog, Västmanland |       | 59.467437, 15.975306 | 10227700230002 | Ladda upp en bild av detta fornminne |
| Björskog 23:3 | Stensättning |              | Björskog, Västmanland |       | 59.467364, 15.975182 | 10227700230003 | Ladda upp en bild av detta fornminne |
| Björskog 28:1 | Stensättning |              | Björskog, Västmanland |       | 59.447196, 15.983681 | 10227700280001 | Ladda upp en bild av detta fornminne |
| Björskog 31:1 | Stensättning |              | Björskog, Västmanland |       | 59.472785, 15.981110 | 10227700310001 | Ladda upp en bild av detta fornminne |
| Björskog 35:1 | Stensättning |              | Björskog, Västmanland |       | 59.476755, 15.928464 | 10227700350001 | Ladda upp en bild av detta fornminne |
| Björskog 36:1 | Gravfält     |              | Björskog, Västmanland |       | 59.434196, 15.916622 | 10227700360001 | Ladda upp en bild av detta fornminne |

## Kung Karl
| Namn                            | Lämningstyp                      | Tillkomsttid | Historisk indelning     | Plats   | Läge                 | ID-nr          | Bild                                      |
| ------------------------------- | -------------------------------- | ------------ | ----------------------- | ------- | -------------------- | -------------- | ----------------------------------------- |
| Kung Karl 1:1                   | Gravfält                         |              | Kung Karl, Södermanland |         | 59.404820, 16.095112 | 10229800010001 | Ladda upp en bild av detta fornminne      |
| Kung Karl 2:1                   | Gravfält                         |              | Kung Karl, Södermanland |         | 59.401697, 16.008557 | 10229800020001 | Ladda upp en bild av detta fornminne      |
| Slottsholmen (Kung Karl 5:1)    | Borg                             |              | Kung Karl, Södermanland |         | 59.422027, 16.041437 | 10229800050001 | Ladda upp en bild av detta fornminne      |
| Kung Karl 8:1                   | Gravfält                         |              | Kung Karl, Södermanland |         | 59.410343, 16.040950 | 10229800080001 | Ladda upp en bild av detta fornminne      |
| Kung Karl 11:1                  | Gravfält                         |              | Kung Karl, Södermanland |         | 59.410273, 16.039072 | 10229800110001 | Ladda upp en bild av detta fornminne      |
| Kung Karl 19:1                  | Röse                             |              | Kung Karl, Södermanland |         | 59.363519, 16.093545 | 10229800190001 | Ladda upp en bild av detta fornminne      |
| Kung Karl 19:2                  | Stensättning                     |              | Kung Karl, Södermanland |         | 59.363348, 16.093491 | 10229800190002 | Ladda upp en bild av detta fornminne      |
| Kung Karl 26:1                  | Hög                              |              | Kung Karl, Södermanland |         | 59.417861, 16.133281 | 10229800260001 | Ladda upp en bild av detta fornminne      |
| Kung Karl 27:1                  | Stensättning                     |              | Kung Karl, Södermanland |         | 59.418543, 16.138853 | 10229800270001 | Ladda upp en bild av detta fornminne      |
| Kung Karl 28:1                  | Gravfält                         |              | Kung Karl, Södermanland |         | 59.402100, 16.109029 | 10229800280001 | Ladda upp en bild av detta fornminne      |
| Lockmora skans (Kung Karl 30:1) | Fornborg                         |              | Kung Karl, Södermanland |         | 59.394953, 16.137943 | 10229800300001 | Ladda upp en bild av detta fornminne      |
| Kung Karl 32:1                  | Gravfält                         |              | Kung Karl, Södermanland |         | 59.401341, 16.099605 | 10229800320001 | Ladda upp en bild av detta fornminne      |
| Kung Karl 33:1                  | Gravfält                         |              | Kung Karl, Södermanland |         | 59.394845, 16.092204 | 10229800330001 | Ladda upp en bild av detta fornminne      |
| Kung Karl 37:1                  | Grav- och boplatsområde          |              | Kung Karl, Södermanland |         | 59.412175, 16.136570 | 10229800370001 | Ladda upp en bild av detta fornminne      |
| Ekeby skans (Kung Karl 38:1)    | Fornborg                         |              | Kung Karl, Södermanland |         | 59.410281, 16.125575 | 10229800380001 | Ladda upp en bild av detta fornminne      |
| Kung Karl 40:1                  | Stensättning                     |              | Kung Karl, Södermanland |         | 59.404329, 16.091842 | 10229800400001 | Ladda upp en bild av detta fornminne      |
| Kung Karl 41:1                  | Stensättning                     |              | Kung Karl, Södermanland |         | 59.395658, 16.073479 | 10229800410001 | Ladda upp en bild av detta fornminne      |
| Kung Karl 41:2                  | Stensättning                     |              | Kung Karl, Södermanland |         | 59.395656, 16.073208 | 10229800410002 | Ladda upp en bild av detta fornminne      |
| Kung Karl 42:1                  | Gravfält                         |              | Kung Karl, Södermanland |         | 59.411110, 16.041335 | 10229800420001 | Ladda upp en bild av detta fornminne      |
| Kung Karl 44:1                  | Hög                              |              | Kung Karl, Södermanland |         | 59.415055, 16.129656 | 10229800440001 | Ladda upp en bild av detta fornminne      |
| Kung Karl 44:2                  | Stensättning                     |              | Kung Karl, Södermanland |         | 59.415223, 16.129996 | 10229800440002 | Ladda upp en bild av detta fornminne      |
| Kung Karl 44:3                  | Stensättning                     |              | Kung Karl, Södermanland |         | 59.415194, 16.130232 | 10229800440003 | Ladda upp en bild av detta fornminne      |
| Kung Karl 47:1                  | Gravfält                         |              | Kung Karl, Södermanland |         | 59.404655, 16.099855 | 10229800470001 | Ladda upp en bild av detta fornminne      |
| Kung Karl 48:1                  | Stensättning                     |              | Kung Karl, Södermanland |         | 59.405606, 16.091538 | 10229800480001 | Ladda upp en bild av detta fornminne      |
| Kung Karl 49:1                  | Stensättning                     |              | Kung Karl, Södermanland |         | 59.398384, 16.075843 | 10229800490001 | Ladda upp en bild av detta fornminne      |
| Kung Karl 101:1                 | Gravfält                         |              | Kung Karl, Södermanland |         | 59.418507, 16.070351 | 10229801010001 | Ladda upp en bild av detta fornminne      |
| Kung Karl 103:1                 | Stensättning                     |              | Kung Karl, Södermanland |         | 59.421793, 16.076559 | 10229801030001 | Ladda upp en bild av detta fornminne      |
| Kung Karl 104:1                 | Stensättning                     |              | Kung Karl, Södermanland |         | 59.420970, 16.077268 | 10229801040001 | Ladda upp en bild av detta fornminne      |
| Kung Karl 105:1                 | Gravfält                         |              | Kung Karl, Södermanland |         | 59.420034, 16.076367 | 10229801050001 | Ladda upp en bild av detta fornminne      |
| Kung Karl 108:1                 | Gravfält                         |              | Kung Karl, Södermanland |         | 59.419626, 16.116313 | 10229801080001 | Ladda upp en bild av detta fornminne      |
| Kung Karl 109:1                 | Gravfält                         |              | Kung Karl, Södermanland |         | 59.422740, 16.123217 | 10229801090001 | Ladda upp en bild av detta fornminne      |
| Sö 336 (Kung Karl 110:1)        | Runristning                      |              | Kung Karl, Södermanland | Kungsör | 59.419853, 16.102520 | 10229801100001 | Ladda upp en till bild av detta fornminne |
| Kung Karl 110:2                 | Hög                              |              | Kung Karl, Södermanland |         | 59.419742, 16.102435 | 10229801100002 | Ladda upp en bild av detta fornminne      |
| Kung Karl 111:1                 | Gravfält                         |              | Kung Karl, Södermanland |         | 59.419746, 16.101801 | 10229801110001 | Ladda upp en bild av detta fornminne      |
| Kung Karl 112:1                 | Gravfält                         |              | Kung Karl, Södermanland |         | 59.409115, 16.098098 | 10229801120001 | Ladda upp en bild av detta fornminne      |
| Kung Karl 114:1                 | Gravfält                         |              | Kung Karl, Södermanland |         | 59.417875, 16.115382 | 10229801140001 | Ladda upp en bild av detta fornminne      |
| Kung Karl 115:1                 | Minnesmärke                      |              | Kung Karl, Södermanland |         | 59.433093, 16.111499 | 10229801150001 | Ladda upp en bild av detta fornminne      |
| Kung Karl 119:1                 | Stensättning                     |              | Kung Karl, Södermanland |         | 59.420577, 16.075920 | 10229801190001 | Ladda upp en bild av detta fornminne      |
| Kung Karl 120:1                 | Grav- och boplatsområde          |              | Kung Karl, Södermanland |         | 59.423116, 16.108353 | 10229801200001 | Ladda upp en bild av detta fornminne      |
| Kung Karl 122:1                 | Gravfält                         |              | Kung Karl, Södermanland |         | 59.421697, 16.133756 | 10229801220001 | Ladda upp en bild av detta fornminne      |
| Kung Karl 123:1                 | Husgrund, förhistorisk/medeltida |              | Kung Karl, Södermanland |         | 59.406438, 16.099839 | 10229801230001 | Ladda upp en bild av detta fornminne      |
| Kung Karl 123:2                 | Stensättning                     |              | Kung Karl, Södermanland |         | 59.406572, 16.099853 | 10229801230002 | Ladda upp en bild av detta fornminne      |
| Kung Karl 125:1                 | Gravfält                         |              | Kung Karl, Södermanland |         | 59.416653, 16.127641 | 10229801250001 | Ladda upp en bild av detta fornminne      |
| Kung Karl 128:1                 | Gravfält                         |              | Kung Karl, Södermanland |         | 59.419704, 16.110502 | 10229801280001 | Ladda upp en bild av detta fornminne      |
| Kung Karl 129:1                 | Stensättning                     |              | Kung Karl, Södermanland |         | 59.417283, 16.124012 | 10229801290001 | Ladda upp en bild av detta fornminne      |
| Kung Karl 129:2                 | Stensättning                     |              | Kung Karl, Södermanland |         | 59.417261, 16.124329 | 10229801290002 | Ladda upp en bild av detta fornminne      |
| Kung Karl 131:1                 | Gravfält                         |              | Kung Karl, Södermanland |         | 59.419706, 16.071069 | 10229801310001 | Ladda upp en bild av detta fornminne      |
| Runna (Kung Karl 132:1)         | Gravfält                         |              | Kung Karl, Södermanland |         | 59.419338, 16.071493 | 10229801320001 | Ladda upp en bild av detta fornminne      |
| Kung Karl 137:1                 | Stensättning                     |              | Kung Karl, Södermanland |         | 59.419447, 16.113038 | 10229801370001 | Ladda upp en bild av detta fornminne      |
| Kung Karl 146                   | Stensättning                     |              | Kung Karl, Södermanland |         | 59.397088, 16.125186 | 12000000024206 | Ladda upp en bild av detta fornminne      |
| Kung Karl 150                   | Gravfält                         |              | Kung Karl, Södermanland |         | 59.403209, 16.111723 | 12000000024213 | Ladda upp en bild av detta fornminne      |

## Kungs-Barkarö
| Namn                           | Lämningstyp     | Tillkomsttid | Historisk indelning        | Plats | Läge                 | ID-nr          | Bild                                 |
| ------------------------------ | --------------- | ------------ | -------------------------- | ----- | -------------------- | -------------- | ------------------------------------ |
| Kungsudden (Kungs-Barkarö 1:1) | Slott/herresäte |              | Kungs-Barkarö, Västmanland |       | 59.428065, 16.091409 | 10229900010001 | Ladda upp en bild av detta fornminne |
| Kungs-Barkarö 4:1              | Slott/herresäte |              | Kungs-Barkarö, Västmanland |       | 59.432824, 16.088918 | 10229900040001 | Ladda upp en bild av detta fornminne |
| Kungs-Barkarö 12:1             | Hög             |              | Kungs-Barkarö, Västmanland |       | 59.422775, 16.050296 | 10229900120001 | Ladda upp en bild av detta fornminne |

## Torpa
| Namn                     | Lämningstyp             | Tillkomsttid | Historisk indelning | Plats | Läge                 | ID-nr          | Bild                                      |
| ------------------------ | ----------------------- | ------------ | ------------------- | ----- | -------------------- | -------------- | ----------------------------------------- |
| Torpa 1:1                | Gravfält                |              | Torpa, Södermanland |       | 59.418998, 16.182582 | 10232600010001 | Ladda upp en bild av detta fornminne      |
| Torpa 4:1                | Gravfält                |              | Torpa, Södermanland |       | 59.410921, 16.169274 | 10232600040001 | Ladda upp en bild av detta fornminne      |
| Torpa 5:1                | Gravfält                |              | Torpa, Södermanland |       | 59.412286, 16.163132 | 10232600050001 | Ladda upp en bild av detta fornminne      |
| Torpa 6:1                | Stensättning            |              | Torpa, Södermanland |       | 59.414602, 16.159986 | 10232600060001 | Ladda upp en bild av detta fornminne      |
| Torpa 7:1                | Hög                     |              | Torpa, Södermanland |       | 59.413887, 16.159028 | 10232600070001 | Ladda upp en bild av detta fornminne      |
| Torpa 7:2                | Stensättning            |              | Torpa, Södermanland |       | 59.413941, 16.158799 | 10232600070002 | Ladda upp en bild av detta fornminne      |
| Torpa 7:3                | Stensättning            |              | Torpa, Södermanland |       | 59.413823, 16.159256 | 10232600070003 | Ladda upp en bild av detta fornminne      |
| Torpa 8:1                | Stensättning            |              | Torpa, Södermanland |       | 59.407725, 16.173419 | 10232600080001 | Ladda upp en bild av detta fornminne      |
| Torpa 9:1                | Gravfält                |              | Torpa, Södermanland |       | 59.408007, 16.181225 | 10232600090001 | Ladda upp en bild av detta fornminne      |
| Torpa 11:1               | Stensättning            |              | Torpa, Södermanland |       | 59.420511, 16.165913 | 10232600110001 | Ladda upp en bild av detta fornminne      |
| Torpa 12:1               | Gravfält                |              | Torpa, Södermanland |       | 59.420073, 16.163355 | 10232600120001 | Ladda upp en bild av detta fornminne      |
| Torpa 14:1               | Gravfält                |              | Torpa, Södermanland |       | 59.421550, 16.200662 | 10232600140001 | Ladda upp en bild av detta fornminne      |
| Torpa 15:1               | Stensättning            |              | Torpa, Södermanland |       | 59.422573, 16.195104 | 10232600150001 | Ladda upp en bild av detta fornminne      |
| Torpa 15:2               | Stensättning            |              | Torpa, Södermanland |       | 59.422681, 16.195000 | 10232600150002 | Ladda upp en bild av detta fornminne      |
| Torpa 16:1               | Gravfält                |              | Torpa, Södermanland |       | 59.427511, 16.189821 | 10232600160001 | Ladda upp en bild av detta fornminne      |
| Torpa 18:1               | Gravfält                |              | Torpa, Södermanland |       | 59.418599, 16.207925 | 10232600180001 | Ladda upp en bild av detta fornminne      |
| Torpa 19:1               | Gravfält                |              | Torpa, Södermanland |       | 59.417708, 16.209784 | 10232600190001 | Ladda upp en bild av detta fornminne      |
| Torpa 20:1               | Gravfält                |              | Torpa, Södermanland |       | 59.417449, 16.226892 | 10232600200001 | Ladda upp en bild av detta fornminne      |
| Torpa 21:1               | Stensättning            |              | Torpa, Södermanland |       | 59.417843, 16.218298 | 10232600210001 | Ladda upp en bild av detta fornminne      |
| Torpa 22:1               | Gravfält                |              | Torpa, Södermanland |       | 59.421457, 16.209073 | 10232600220001 | Ladda upp en bild av detta fornminne      |
| Torpa 23:1               | Stensättning            |              | Torpa, Södermanland |       | 59.426636, 16.222527 | 10232600230001 | Ladda upp en bild av detta fornminne      |
| Torpa 24:1               | Stensättning            |              | Torpa, Södermanland |       | 59.424136, 16.229578 | 10232600240001 | Ladda upp en bild av detta fornminne      |
| Torpa 24:2               | Stensättning            |              | Torpa, Södermanland |       | 59.424172, 16.229349 | 10232600240002 | Ladda upp en bild av detta fornminne      |
| Nyckelhögen (Torpa 25:1) | Hög                     |              | Torpa, Södermanland |       | 59.421035, 16.227954 | 10232600250001 | Ladda upp en bild av detta fornminne      |
| Torpa 26:1               | Stensättning            |              | Torpa, Södermanland |       | 59.414332, 16.232678 | 10232600260001 | Ladda upp en bild av detta fornminne      |
| Torpa 26:2               | Stensättning            |              | Torpa, Södermanland |       | 59.414261, 16.232413 | 10232600260002 | Ladda upp en bild av detta fornminne      |
| Torpa 26:3               | Stensättning            |              | Torpa, Södermanland |       | 59.414316, 16.232079 | 10232600260003 | Ladda upp en bild av detta fornminne      |
| Torpa 28:1               | Gravfält                |              | Torpa, Södermanland |       | 59.411768, 16.244659 | 10232600280001 | Ladda upp en bild av detta fornminne      |
| Torpa 29:1               | Stensättning            |              | Torpa, Södermanland |       | 59.412836, 16.240038 | 10232600290001 | Ladda upp en bild av detta fornminne      |
| Torpa 30:1               | Gravfält                |              | Torpa, Södermanland |       | 59.411871, 16.240204 | 10232600300001 | Ladda upp en bild av detta fornminne      |
| Torpa 31:1               | Grav- och boplatsområde |              | Torpa, Södermanland |       | 59.412392, 16.214804 | 10232600310001 | Ladda upp en bild av detta fornminne      |
| Torpa 32:1               | Stensättning            |              | Torpa, Södermanland |       | 59.411095, 16.217547 | 10232600320001 | Ladda upp en bild av detta fornminne      |
| Torpa 32:2               | Stensättning            |              | Torpa, Södermanland |       | 59.411167, 16.217337 | 10232600320002 | Ladda upp en bild av detta fornminne      |
| Torpa 33:1               | Gravfält                |              | Torpa, Södermanland |       | 59.411462, 16.214607 | 10232600330001 | Ladda upp en bild av detta fornminne      |
| Torpa 34:1               | Stensättning            |              | Torpa, Södermanland |       | 59.413868, 16.217739 | 10232600340001 | Ladda upp en bild av detta fornminne      |
| Torpa 35:1               | Stensättning            |              | Torpa, Södermanland |       | 59.413944, 16.219378 | 10232600350001 | Ladda upp en bild av detta fornminne      |
| Torpa 36:1               | Gravfält                |              | Torpa, Södermanland |       | 59.413253, 16.219516 | 10232600360001 | Ladda upp en bild av detta fornminne      |
| Torpa 38:1               | Stensättning            |              | Torpa, Södermanland |       | 59.421541, 16.182569 | 10232600380001 | Ladda upp en bild av detta fornminne      |
| Torpa 40:1               | Gravfält                |              | Torpa, Södermanland |       | 59.411944, 16.220648 | 10232600400001 | Ladda upp en bild av detta fornminne      |
| Torpa 42:1               | Gravfält                |              | Torpa, Södermanland |       | 59.409594, 16.215102 | 10232600420001 | Ladda upp en bild av detta fornminne      |
| Torpa 43:1               | Stensättning            |              | Torpa, Södermanland |       | 59.409764, 16.217089 | 10232600430001 | Ladda upp en bild av detta fornminne      |
| Torpa 45:1               | Stensättning            |              | Torpa, Södermanland |       | 59.406609, 16.227986 | 10232600450001 | Ladda upp en bild av detta fornminne      |
| Torpa 45:2               | Stensättning            |              | Torpa, Södermanland |       | 59.406358, 16.228142 | 10232600450002 | Ladda upp en bild av detta fornminne      |
| Torpa 46:1               | Stensättning            |              | Torpa, Södermanland |       | 59.406941, 16.233589 | 10232600460001 | Ladda upp en bild av detta fornminne      |
| Torpa 46:2               | Stensättning            |              | Torpa, Södermanland |       | 59.406958, 16.233977 | 10232600460002 | Ladda upp en bild av detta fornminne      |
| Torpa 46:3               | Stensättning            |              | Torpa, Södermanland |       | 59.407172, 16.234543 | 10232600460003 | Ladda upp en bild av detta fornminne      |
| Torpa 47:1               | Gravfält                |              | Torpa, Södermanland |       | 59.396435, 16.230461 | 10232600470001 | Ladda upp en bild av detta fornminne      |
| Torpa 48:1               | Hög                     |              | Torpa, Södermanland |       | 59.392602, 16.240290 | 10232600480001 | Ladda upp en bild av detta fornminne      |
| Torpa 49:1               | Röse                    |              | Torpa, Södermanland |       | 59.391965, 16.237396 | 10232600490001 | Ladda upp en bild av detta fornminne      |
| Torpa 49:2               | Röse                    |              | Torpa, Södermanland |       | 59.391813, 16.237095 | 10232600490002 | Ladda upp en bild av detta fornminne      |
| Torpa 50:1               | Stensättning            |              | Torpa, Södermanland |       | 59.393498, 16.235145 | 10232600500001 | Ladda upp en bild av detta fornminne      |
| Torpa 51:1               | Stensättning            |              | Torpa, Södermanland |       | 59.398399, 16.238129 | 10232600510001 | Ladda upp en bild av detta fornminne      |
| Torpa 54:1               | Stensättning            |              | Torpa, Södermanland |       | 59.390460, 16.231059 | 10232600540001 | Ladda upp en bild av detta fornminne      |
| Torpa 54:3               | Stensättning            |              | Torpa, Södermanland |       | 59.390136, 16.231249 | 10232600540003 | Ladda upp en bild av detta fornminne      |
| Torpa 54:4               | Stensättning            |              | Torpa, Södermanland |       | 59.390271, 16.231075 | 10232600540004 | Ladda upp en bild av detta fornminne      |
| Torpa 55:1               | Stensättning            |              | Torpa, Södermanland |       | 59.390113, 16.227113 | 10232600550001 | Ladda upp en bild av detta fornminne      |
| Torpa 55:2               | Stensättning            |              | Torpa, Södermanland |       | 59.390094, 16.227465 | 10232600550002 | Ladda upp en bild av detta fornminne      |
| Torpa 56:1               | Röse                    |              | Torpa, Södermanland |       | 59.391565, 16.225107 | 10232600560001 | Ladda upp en bild av detta fornminne      |
| Torpa 56:2               | Röse                    |              | Torpa, Södermanland |       | 59.391447, 16.225423 | 10232600560002 | Ladda upp en bild av detta fornminne      |
| Torpa 56:3               | Stensättning            |              | Torpa, Södermanland |       | 59.391727, 16.224933 | 10232600560003 | Ladda upp en bild av detta fornminne      |
| Torpa 57:1               | Stensättning            |              | Torpa, Södermanland |       | 59.391623, 16.226533 | 10232600570001 | Ladda upp en bild av detta fornminne      |
| Torpa 58:1               | Stensättning            |              | Torpa, Södermanland |       | 59.390994, 16.227001 | 10232600580001 | Ladda upp en bild av detta fornminne      |
| Torpa 58:2               | Stensättning            |              | Torpa, Södermanland |       | 59.390868, 16.226982 | 10232600580002 | Ladda upp en bild av detta fornminne      |
| Torpa 58:3               | Stensättning            |              | Torpa, Södermanland |       | 59.390948, 16.227264 | 10232600580003 | Ladda upp en bild av detta fornminne      |
| Torpa 59:1               | Stensättning            |              | Torpa, Södermanland |       | 59.392310, 16.230818 | 10232600590001 | Ladda upp en bild av detta fornminne      |
| Torpa 60:1               | Stensättning            |              | Torpa, Södermanland |       | 59.394230, 16.228273 | 10232600600001 | Ladda upp en bild av detta fornminne      |
| Torpa 61:1               | Stensättning            |              | Torpa, Södermanland |       | 59.392692, 16.226302 | 10232600610001 | Ladda upp en bild av detta fornminne      |
| Torpa 64:1               | Stensättning            |              | Torpa, Södermanland |       | 59.417458, 16.209241 | 10232600640001 | Ladda upp en bild av detta fornminne      |
| Torpa 65:1               | Gravfält                |              | Torpa, Södermanland |       | 59.392008, 16.220221 | 10232600650001 | Ladda upp en bild av detta fornminne      |
| Torpa 66:1               | Gravfält                |              | Torpa, Södermanland |       | 59.395466, 16.218038 | 10232600660001 | Ladda upp en bild av detta fornminne      |
| Torpa 67:1               | Stensättning            |              | Torpa, Södermanland |       | 59.396669, 16.217778 | 10232600670001 | Ladda upp en bild av detta fornminne      |
| Torpsten (Torpa 68:1)    | Fornborg                |              | Torpa, Södermanland |       | 59.401588, 16.213051 | 10232600680001 | Ladda upp en till bild av detta fornminne |
| Torpa 70:1               | Stensättning            |              | Torpa, Södermanland |       | 59.395246, 16.222213 | 10232600700001 | Ladda upp en bild av detta fornminne      |
| Torpa 72:1               | Gravfält                |              | Torpa, Södermanland |       | 59.395150, 16.205863 | 10232600720001 | Ladda upp en bild av detta fornminne      |
| Torpa 73:1               | Hög                     |              | Torpa, Södermanland |       | 59.395967, 16.206892 | 10232600730001 | Ladda upp en bild av detta fornminne      |
| Torpa 73:2               | Stensättning            |              | Torpa, Södermanland |       | 59.395876, 16.207050 | 10232600730002 | Ladda upp en bild av detta fornminne      |
| Torpa 74:1               | Stensättning            |              | Torpa, Södermanland |       | 59.395265, 16.213044 | 10232600740001 | Ladda upp en bild av detta fornminne      |
| Torpa 75:1               | Stensättning            |              | Torpa, Södermanland |       | 59.396405, 16.210435 | 10232600750001 | Ladda upp en bild av detta fornminne      |
| Torpa 76:1               | Gravfält                |              | Torpa, Södermanland |       | 59.403834, 16.222597 | 10232600760001 | Ladda upp en bild av detta fornminne      |
| Torpa 77:1               | Gravfält                |              | Torpa, Södermanland |       | 59.406218, 16.222448 | 10232600770001 | Ladda upp en bild av detta fornminne      |
| Torpa 78:1               | Gravfält                |              | Torpa, Södermanland |       | 59.403361, 16.205046 | 10232600780001 | Ladda upp en bild av detta fornminne      |
| Torpa 79:1               | Stensättning            |              | Torpa, Södermanland |       | 59.402713, 16.205247 | 10232600790001 | Ladda upp en bild av detta fornminne      |
| Torpa 79:2               | Stensättning            |              | Torpa, Södermanland |       | 59.402632, 16.205351 | 10232600790002 | Ladda upp en bild av detta fornminne      |
| Torpa 79:3               | Stensättning            |              | Torpa, Södermanland |       | 59.402811, 16.205353 | 10232600790003 | Ladda upp en bild av detta fornminne      |
| Torpa 79:4               | Stensättning            |              | Torpa, Södermanland |       | 59.402471, 16.205103 | 10232600790004 | Ladda upp en bild av detta fornminne      |
| Torpa 81:1               | Stensättning            |              | Torpa, Södermanland |       | 59.400320, 16.235179 | 10232600810001 | Ladda upp en bild av detta fornminne      |
| Torpa 82:1               | Stensättning            |              | Torpa, Södermanland |       | 59.400658, 16.236397 | 10232600820001 | Ladda upp en bild av detta fornminne      |
| Torpa 83:1               | Gravfält                |              | Torpa, Södermanland |       | 59.396213, 16.240701 | 10232600830001 | Ladda upp en bild av detta fornminne      |
| Torpa 84:1               | Stensättning            |              | Torpa, Södermanland |       | 59.396738, 16.241012 | 10232600840001 | Ladda upp en bild av detta fornminne      |
| Torpa 85:1               | Stensättning            |              | Torpa, Södermanland |       | 59.399208, 16.240568 | 10232600850001 | Ladda upp en bild av detta fornminne      |
| Torpa 85:2               | Stensättning            |              | Torpa, Södermanland |       | 59.399270, 16.240833 | 10232600850002 | Ladda upp en bild av detta fornminne      |
| Torpa 87:1               | Fiskeläge               |              | Torpa, Södermanland |       | 59.432575, 16.168370 | 10232600870001 | Ladda upp en bild av detta fornminne      |
| Torpa 88:1               | Gravfält                |              | Torpa, Södermanland |       | 59.431004, 16.190158 | 10232600880001 | Ladda upp en bild av detta fornminne      |
| Torpa 89:1               | Stensättning            |              | Torpa, Södermanland |       | 59.434128, 16.168417 | 10232600890001 | Ladda upp en bild av detta fornminne      |
| Torpa 90:1               | Stensättning            |              | Torpa, Södermanland |       | 59.427568, 16.220037 | 10232600900001 | Ladda upp en bild av detta fornminne      |
| Torpa 90:2               | Stensättning            |              | Torpa, Södermanland |       | 59.427478, 16.220018 | 10232600900002 | Ladda upp en bild av detta fornminne      |
| Torpa 91:1               | Stensättning            |              | Torpa, Södermanland |       | 59.406615, 16.234413 | 10232600910001 | Ladda upp en bild av detta fornminne      |
| Torpa 92:1               | Stensättning            |              | Torpa, Södermanland |       | 59.392519, 16.229836 | 10232600920001 | Ladda upp en bild av detta fornminne      |
| Torpa 93:1               | Gravfält                |              | Torpa, Södermanland |       | 59.406692, 16.251156 | 10232600930001 | Ladda upp en bild av detta fornminne      |
| Hagsberget (Torpa 96:1)  | Fornborg                |              | Torpa, Södermanland |       | 59.398239, 16.253462 | 10232600960001 | Ladda upp en bild av detta fornminne      |
| Torpa 97:1               | Stensättning            |              | Torpa, Södermanland |       | 59.403016, 16.253327 | 10232600970001 | Ladda upp en bild av detta fornminne      |
| Torpa 98:1               | Röse                    |              | Torpa, Södermanland |       | 59.381488, 16.259166 | 10232600980001 | Ladda upp en bild av detta fornminne      |
| Torpa 99:1               | Röse                    |              | Torpa, Södermanland |       | 59.378037, 16.267951 | 10232600990001 | Ladda upp en bild av detta fornminne      |
| Torpa 100:1              | Röse                    |              | Torpa, Södermanland |       | 59.377590, 16.270091 | 10232601000001 | Ladda upp en bild av detta fornminne      |
| Torpa 101:1              | Röse                    |              | Torpa, Södermanland |       | 59.381869, 16.252768 | 10232601010001 | Ladda upp en bild av detta fornminne      |
| Torpa 101:2              | Stensättning            |              | Torpa, Södermanland |       | 59.381752, 16.252836 | 10232601010002 | Ladda upp en bild av detta fornminne      |
| Torpa 101:3              | Stensättning            |              | Torpa, Södermanland |       | 59.381554, 16.252887 | 10232601010003 | Ladda upp en bild av detta fornminne      |
| Torpa 102:1              | Stensättning            |              | Torpa, Södermanland |       | 59.382357, 16.249308 | 10232601020001 | Ladda upp en bild av detta fornminne      |
| Torpa 102:3              | Stensättning            |              | Torpa, Södermanland |       | 59.382796, 16.249349 | 10232601020003 | Ladda upp en bild av detta fornminne      |
| Torpa 102:4              | Stensättning            |              | Torpa, Södermanland |       | 59.382642, 16.249963 | 10232601020004 | Ladda upp en bild av detta fornminne      |
| Torpa 105:1              | Gravfält                |              | Torpa, Södermanland |       | 59.375088, 16.265263 | 10232601050001 | Ladda upp en bild av detta fornminne      |
| Torpa 107:1              | Röse                    |              | Torpa, Södermanland |       | 59.376490, 16.253488 | 10232601070001 | Ladda upp en bild av detta fornminne      |
| Torpa 107:2              | Hög                     |              | Torpa, Södermanland |       | 59.376363, 16.253663 | 10232601070002 | Ladda upp en bild av detta fornminne      |
| Torpa 107:3              | Stensättning            |              | Torpa, Södermanland |       | 59.376634, 16.253332 | 10232601070003 | Ladda upp en bild av detta fornminne      |
| Torpa 108:1              | Röse                    |              | Torpa, Södermanland |       | 59.384546, 16.238938 | 10232601080001 | Ladda upp en bild av detta fornminne      |
| Torpa 110:1              | Stensättning            |              | Torpa, Södermanland |       | 59.381073, 16.238648 | 10232601100001 | Ladda upp en bild av detta fornminne      |
| Torpa 112:1              | Gravfält                |              | Torpa, Södermanland |       | 59.411685, 16.242207 | 10232601120001 | Ladda upp en bild av detta fornminne      |
| Torpa 116:1              | Röse                    |              | Torpa, Södermanland |       | 59.376875, 16.272750 | 10232601160001 | Ladda upp en bild av detta fornminne      |
| Torpa 118:1              | Stensättning            |              | Torpa, Södermanland |       | 59.414631, 16.152098 | 10232601180001 | Ladda upp en bild av detta fornminne      |
| Torpa 126:1              | Hällristning            |              | Torpa, Södermanland |       | 59.420917, 16.208436 | 10232601260001 | Ladda upp en bild av detta fornminne      |
| Torpa 131:1              | Stensättning            |              | Torpa, Södermanland |       | 59.424421, 16.221795 | 10232601310001 | Ladda upp en bild av detta fornminne      |
| Torpa 132:1              | Gravfält                |              | Torpa, Södermanland |       | 59.422234, 16.225063 | 10232601320001 | Ladda upp en bild av detta fornminne      |
| Torpa 138:1              | Grav- och boplatsområde |              | Torpa, Södermanland |       | 59.404905, 16.233826 | 10232601380001 | Ladda upp en bild av detta fornminne      |
| Torpa 139:1              | Stensättning            |              | Torpa, Södermanland |       | 59.405694, 16.233363 | 10232601390001 | Ladda upp en bild av detta fornminne      |
| Torpa 140:1              | Stensättning            |              | Torpa, Södermanland |       | 59.399730, 16.239906 | 10232601400001 | Ladda upp en bild av detta fornminne      |
| Torpa 140:2              | Stensättning            |              | Torpa, Södermanland |       | 59.399729, 16.240258 | 10232601400002 | Ladda upp en bild av detta fornminne      |
| Torpa 142:1              | Stensättning            |              | Torpa, Södermanland |       | 59.392195, 16.232982 | 10232601420001 | Ladda upp en bild av detta fornminne      |
| Torpa 144:1              | Stensättning            |              | Torpa, Södermanland |       | 59.389875, 16.228606 | 10232601440001 | Ladda upp en bild av detta fornminne      |
| Torpa 144:2              | Stensättning            |              | Torpa, Södermanland |       | 59.389769, 16.228218 | 10232601440002 | Ladda upp en bild av detta fornminne      |
| Torpa 145:1              | Stensättning            |              | Torpa, Södermanland |       | 59.395634, 16.221549 | 10232601450001 | Ladda upp en bild av detta fornminne      |
| Torpa 146:1              | Stensättning            |              | Torpa, Södermanland |       | 59.393383, 16.218090 | 10232601460001 | Ladda upp en bild av detta fornminne      |
| Torpa 148:1              | Stensättning            |              | Torpa, Södermanland |       | 59.409041, 16.231027 | 10232601480001 | Ladda upp en bild av detta fornminne      |
| Torpa 148:2              | Stensättning            |              | Torpa, Södermanland |       | 59.408943, 16.230903 | 10232601480002 | Ladda upp en bild av detta fornminne      |
| Torpa 149:1              | Stensättning            |              | Torpa, Södermanland |       | 59.420156, 16.160907 | 10232601490001 | Ladda upp en bild av detta fornminne      |
| Torpa 149:2              | Stensättning            |              | Torpa, Södermanland |       | 59.419994, 16.160976 | 10232601490002 | Ladda upp en bild av detta fornminne      |
| Torpa 149:3              | Stensättning            |              | Torpa, Södermanland |       | 59.420155, 16.161224 | 10232601490003 | Ladda upp en bild av detta fornminne      |
| Torpa 151:1              | Stensättning            |              | Torpa, Södermanland |       | 59.389418, 16.193617 | 10232601510001 | Ladda upp en bild av detta fornminne      |
| Torpa 153:1              | Stensättning            |              | Torpa, Södermanland |       | 59.382543, 16.213930 | 10232601530001 | Ladda upp en bild av detta fornminne      |
| Uvberget (Torpa 154:1)   | Fornborg                |              | Torpa, Södermanland |       | 59.396651, 16.246778 | 10232601540001 | Ladda upp en bild av detta fornminne      |
| Torpa 155:1              | Gravfält                |              | Torpa, Södermanland |       | 59.414568, 16.159002 | 10232601550001 | Ladda upp en bild av detta fornminne      |
| Torpa 159:1              | Hög                     |              | Torpa, Södermanland |       | 59.379117, 16.251764 | 10232601590001 | Ladda upp en bild av detta fornminne      |
| Torpa 164:1              | Röse                    |              | Torpa, Södermanland |       | 59.375982, 16.254942 | 10232601640001 | Ladda upp en bild av detta fornminne      |
| Torpa 167:1              | Stensättning            |              | Torpa, Södermanland |       | 59.372917, 16.250856 | 10232601670001 | Ladda upp en bild av detta fornminne      |
| Torpa 168:1              | Stensättning            |              | Torpa, Södermanland |       | 59.373425, 16.246624 | 10232601680001 | Ladda upp en bild av detta fornminne      |
| Torpa 169:1              | Stensättning            |              | Torpa, Södermanland |       | 59.377600, 16.238164 | 10232601690001 | Ladda upp en bild av detta fornminne      |
| Torpa 170:1              | Stensättning            |              | Torpa, Södermanland |       | 59.380534, 16.241473 | 10232601700001 | Ladda upp en bild av detta fornminne      |
| Torpa 172:1              | Stensättning            |              | Torpa, Södermanland |       | 59.383356, 16.264083 | 10232601720001 | Ladda upp en bild av detta fornminne      |
| Torpa 172:2              | Stensättning            |              | Torpa, Södermanland |       | 59.383509, 16.264049 | 10232601720002 | Ladda upp en bild av detta fornminne      |
| Torpa 173:1              | Stensättning            |              | Torpa, Södermanland |       | 59.382855, 16.263530 | 10232601730001 | Ladda upp en bild av detta fornminne      |
| Torpa 182:1              | Stensättning            |              | Torpa, Södermanland |       | 59.389792, 16.243158 | 10232601820001 | Ladda upp en bild av detta fornminne      |
| Torpa 183:1              | Hällristning            |              | Torpa, Södermanland |       | 59.375032, 16.259802 | 10232601830001 | Ladda upp en bild av detta fornminne      |
| Torpa 183:2              | Hällristning            |              | Torpa, Södermanland |       | 59.375086, 16.259644 | 10232601830002 | Ladda upp en bild av detta fornminne      |
| Torpa 184:1              | Hällristning            |              | Torpa, Södermanland |       | 59.376683, 16.257185 | 10232601840001 | Ladda upp en bild av detta fornminne      |
| Torpa 185:1              | Hällristning            |              | Torpa, Södermanland |       | 59.377397, 16.256033 | 10232601850001 | Ladda upp en bild av detta fornminne      |
| Torpa 186:1              | Hällristning            |              | Torpa, Södermanland |       | 59.377284, 16.254783 | 10232601860001 | Ladda upp en bild av detta fornminne      |
| Torpa 191:1              | Hällristning            |              | Torpa, Södermanland |       | 59.374992, 16.250584 | 10232601910001 | Ladda upp en bild av detta fornminne      |
| Torpa 192:1              | Stensättning            |              | Torpa, Södermanland |       | 59.387622, 16.222930 | 10232601920001 | Ladda upp en bild av detta fornminne      |
| Torpa 195:1              | Stensättning            |              | Torpa, Södermanland |       | 59.413513, 16.155467 | 10232601950001 | Ladda upp en bild av detta fornminne      |
| Torpa 195:2              | Stensättning            |              | Torpa, Södermanland |       | 59.413639, 16.155225 | 10232601950002 | Ladda upp en bild av detta fornminne      |
| Torpa 195:3              | Stensättning            |              | Torpa, Södermanland |       | 59.414035, 16.155241 | 10232601950003 | Ladda upp en bild av detta fornminne      |
| Torpa 195:4              | Stensättning            |              | Torpa, Södermanland |       | 59.413897, 16.155166 | 10232601950004 | Ladda upp en bild av detta fornminne      |
| Torpa 196:1              | Gravfält                |              | Torpa, Södermanland |       | 59.419647, 16.157159 | 10232601960001 | Ladda upp en bild av detta fornminne      |
| Torpa 197:1              | Stensättning            |              | Torpa, Södermanland |       | 59.419460, 16.156156 | 10232601970001 | Ladda upp en bild av detta fornminne      |
| Torpa 197:2              | Stensättning            |              | Torpa, Södermanland |       | 59.419606, 16.156051 | 10232601970002 | Ladda upp en bild av detta fornminne      |